# Guillermo Bonfil Batalla

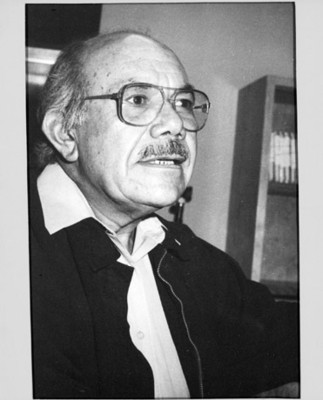
Guillermo Bonfil Batalla in 1991

Guillermo Bonfil Batalla (Mexico-Stad, wsch. 1935 - aldaar, 19 juli 1991) was een Mexicaans antropoloog.
Bonfil Batalla studeerde etnologie aan de Nationale School voor Antropologie en Geschiedenis (ENAH), en werd directeur van het Nationaal Instituut voor Antropologie en Geschiedenis (INAH). Bonfil Batalla was een van de belangrijkste theoretici van het indigenisme.
Bonfil verzette zich tegen de antropologie die slechts individuele inheemse gemeenschappen of hoogstens regio's bestudeerde zonder zich bezig te houden met een structurele analyse van de wereldsamenleving, aangezien volgens Bonfil de koloniale uitbuiting van de inheemse bevolking essentieel was voor de koloniale economieën, en systeem waarvan de plaats later is ingenomen door het internationale kapitalisme. Meestal schiep dit noch isolement noch autonomie maar onderwerping waarbij de dominante samenleving de inheemse culturen opdrijft, hun territoria inneemt en de verdwijning van inheemse volkeren veroorzaakt. Volgens Bonfil ontstijgt de categorie 'inheems' etniciteiten en vertelt het niets inhoudelijks over de volkeren die ermee worden aangeduid, maar is inheems eerder een conditie die is veroorzaakt door (neo-)koloniale onderwerping. In plaats van een indigenisme dat "de indiaan van zichzelf wil redden" (salvar al indio de sí mismo) stelt Bonfil etnadesarollo, "etno-ontwikkeling" voor als alternatief, waarin de inheemse gemeenschappen zich niet af moeten zetten of isoleren van de rest van de wereld, maar pogen economisch en cultureel autonoom te worden terwijl ze wel deel blijven uitmaken van de wereldeconomie.
Batalla's bekendste boek was El México Profundo, una civilización negada, hierin geeft hij het bestaan van een 'ontkende beschaving' aan, een beschaving die het kolonialisme al als uitgestorven beschouwt. Volgens Batalla zijn er symbolisch twee Mexico's, een 'diepe' (profundo), die haar wortels heeft in beschavingen van duizenden jaren oud die in het hart van de bevolking verankerd is en zich niet laat uitwissen, en een 'imaginaire' (imaginario), die volgens Bonfil niet echt bestaat maar waarvan fictie van het bestaan van die cultuur, die haar wortels op een ander continent heeft en nog altijd fundamenteel vreemd is aan Mexico, een grote invloed heeft gehad op het denken over Mexico. De geschiedenis van Mexico sinds de Spaanse verovering is volgens Batalla een continue strijd geweest tussen beide Mexico's.
- Bibsys: 90558299
- Biblioteca Nacional de España: XX1131667
- Bibliothèque nationale de France: cb11930021f (data)
- CiNii: DA09412980
- International Standard Name Identifier: 0000 0000 8372 6798
- Library of Congress Control Number: n81125882
- Nationale Bibliotheek van Tsjechië: xx0257862
- Nationale Bibliotheek van Israël: 987007427970905171
- Nederlandse Thesaurus van Auteursnamen: 07035474X
- Système universitaire de documentation: 02720815X
- Virtual International Authority File: 36926064
- WorldCat: E39PBJyxpCHY6fR9WwdBtftBT3